# Pļaviņas

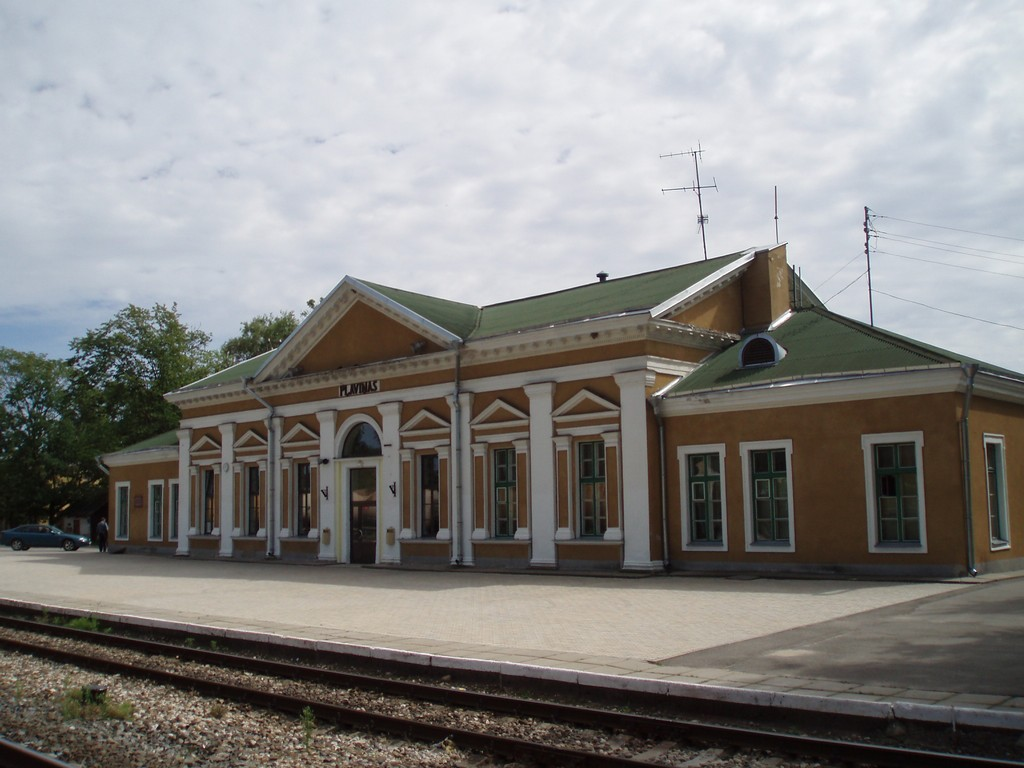
Estação de trem de Pļaviņas.

Pļaviņas (pronúnciaⓘ) é uma cidade da Letônia. População total é 3.402 (2016).